# Adatbázis
A számítástechnikában az adatbázis elektronikusan tárolt és elérhető adatok szervezett gyűjteménye. A kis adatbázisok fájlrendszerben tárolhatók, míg a nagy adatbázisok clusterekben vagy felhőalapú tárolókban vannak elhelyezve. Az adatbázisok tervezése kiterjed a formális technikákra és a gyakorlati megfontolásokra, beleértve az adatmodellezést, a hatékony adatreprezentációt és tárolást, a lekérdezési nyelveket, az érzékeny adatok biztonságát és védelmét, valamint az elosztott számítástechnika kérdéseit, beleértve az egyidejű hozzáférés és a hibatűrés támogatását.
Az adatbázis-kezelő rendszer (DBMS) az a szoftver, amely az adatok rögzítése és elemzése érdekében interaktál a végfelhasználókkal, az alkalmazásokkal és magával az adatbázissal. A DBMS-szoftver emellett magában foglalja az adatbázis kezeléséhez biztosított alapvető eszközöket is. Az adatbázis, a DBMS és a kapcsolódó alkalmazások összessége adatbázis-rendszernek nevezhető. Az "adatbázis" kifejezést gyakran lazán használják a DBMS, az adatbázis-rendszer vagy az adatbázishoz kapcsolódó alkalmazás bármelyikére is.
Az informatikusok az adatbázis-kezelő rendszereket az általuk támogatott adatbázis-modellek szerint osztályozhatják. A relációs adatbázisok az 1980-as években váltak uralkodóvá. Ezek az adatokat táblázatok sorai és oszlopai formájában modellezik, és a túlnyomó többségük SQL-t használ az adatok írására és lekérdezésére. A 2000-es években népszerűvé váltak a nem relációs adatbázisok, amelyeket együttesen NoSQL-nek neveznek, mivel más lekérdezési nyelveket használnak.

## Adatbázisok osztályozása
Az adatbázisok osztályozásának egyik módja a tartalom típusa, például: bibliográfiai, dokumentum-szöveg, statisztikai vagy multimédiás objektumok. Egy másik lehetőség az alkalmazási területük alapján, például: könyvelés, zeneművek, filmek, banki tevékenység, gyártás vagy biztosítás. A harmadik lehetőség valamilyen technikai szempont, például az adatbázis szerkezete vagy az interfész típusa. Alább kimondottan informatikai vonatkozásban osztályozzuk az adatbázisokat:
A memórián belüli adatbázis (angolul in-memory) olyan adatbázis, amely elsősorban a főmemóriában található. A főmemóriás adatbázisok gyorsabbak, mint a lemezes adatbázisok, ezért gyakran használják őket ott, ahol a válaszidő kritikus, például a távközlési hálózati berendezésekben vagy magas elérésű hírportálok esetén.
A felhőalapú adatbázis egy távoli felhőtechnológiára támaszkodik, az üzemeltetési kérdésekkel így a fejlesztőknek nem kell foglalkozni, ők a felhőszolgáltató által biztosított kész megoldásokat tudnak használni.
Az elosztott adatbázis olyan adatbázis, amelyben mind az adatok, mind az adatbázis-kezelő rendszer több számítógépre terjed ki.
A dokumentumorientált adatbázis dokumentumorientált vagy félig strukturált információk tárolására, visszakeresésére és kezelésére szolgál. A dokumentumorientált adatbázisok a NoSQL-adatbázisok egyik fő kategóriája, mely elsősorban big-data alkalmazásoknál örvend nagy népszerűségnek.
A beágyazott adatbázis olyan adatbázis, amely szorosan integrálva van egy alkalmazásszoftverrel.
A gráfadatbázis egyfajta NoSQL adatbázis, amely csomópontokkal, élekkel és tulajdonságokkal rendelkező gráfstruktúrákat használ az információk ábrázolására és tárolására.

## Fordítás
- Ez a szócikk részben vagy egészben  a   Database című angol Wikipédia-szócikk fordításán alapul.  Az eredeti cikk szerkesztőit annak laptörténete sorolja fel. Ez a jelzés csupán a megfogalmazás eredetét és a szerzői jogokat jelzi, nem szolgál a cikkben szereplő információk forrásmegjelöléseként.